# Cálipo de Cízico
Cálipo de Cízico (em grego clássico: Κάλλιππος; c. 370 a.C. – c. 300 a.C.) foi  um astrônomo e um matemático grego.

## Biografia
Calipo nasceu em Cízico, e estudou sob Eudoxo de Cnido na Academia de Platão. Ele também trabalhou com Aristóteles no Liceu, o que significa que ele esteve em Atenas antes da morte de Aristóteles em 322. Ele observou os movimentos dos planetas e tentou usar o esquema de Eudoxo de esferas conectadas para explicar seus movimentos. No entanto, ele descobriu que 27 esferas eram insuficientes para explicar os movimentos planetários e assim acrescentou mais sete, em um total de 34. Segundo a descrição na Metafísica de Aristóteles (XII.8), ele acrescentou duas esferas para o Sol, duas para a Lua e uma para Mercúrio, Vênus e Marte cada.
Calipo fez medições cuidadas do comprimento das estações, encontrando-os (começando com o equinócio da primavera) a ser 94 dias, 92 dias, 89 dias e 90 dias. Esta variação nas estações implica uma variação na velocidade do Sol, chamada anomalia solar. Ele também acompanhou o trabalho feito por Meton para medir a duração do ano e construir um calendário lunissolar preciso. O ciclo metônico tem 19 anos trópicos e 235 meses sinódicos em 6 940 dias. O ciclo calíptico sincroniza os dias pelas órbitas e rotações pela órbita dentro do ciclo metônico, observando a diferença de um após 4 ciclos metônicos, com duração de 76 anos. Distinguir rotações e dias infere conhecimento do ciclo de precessão.
Calipo começou seu ciclo de observação no solstício de verão, 330 a.C., (28 de junho no calendário juliano proléptico). A posição inicial do ciclo, a posição estelar e a hora sideral do eclipse, são usadas por astrônomos posteriores para calibrar suas observações em relação aos eclipses subsequentes. O ciclo de Calipo de 76 anos parece ser usado no mecanismo de Anticítera, um relógio mecânico astronômico antigo e um assistente observacional do século II a.C. (descoberto em águas mediterrâneas fora da Grécia). O mecanismo tem um mostrador para o ciclo de Calipo e os 76 anos são mencionados no texto grego do manual deste antigo dispositivo. A cratera de Calippus na Lua é nomeada em homenagem a ele.